# Antônio Ermírio de Moraes

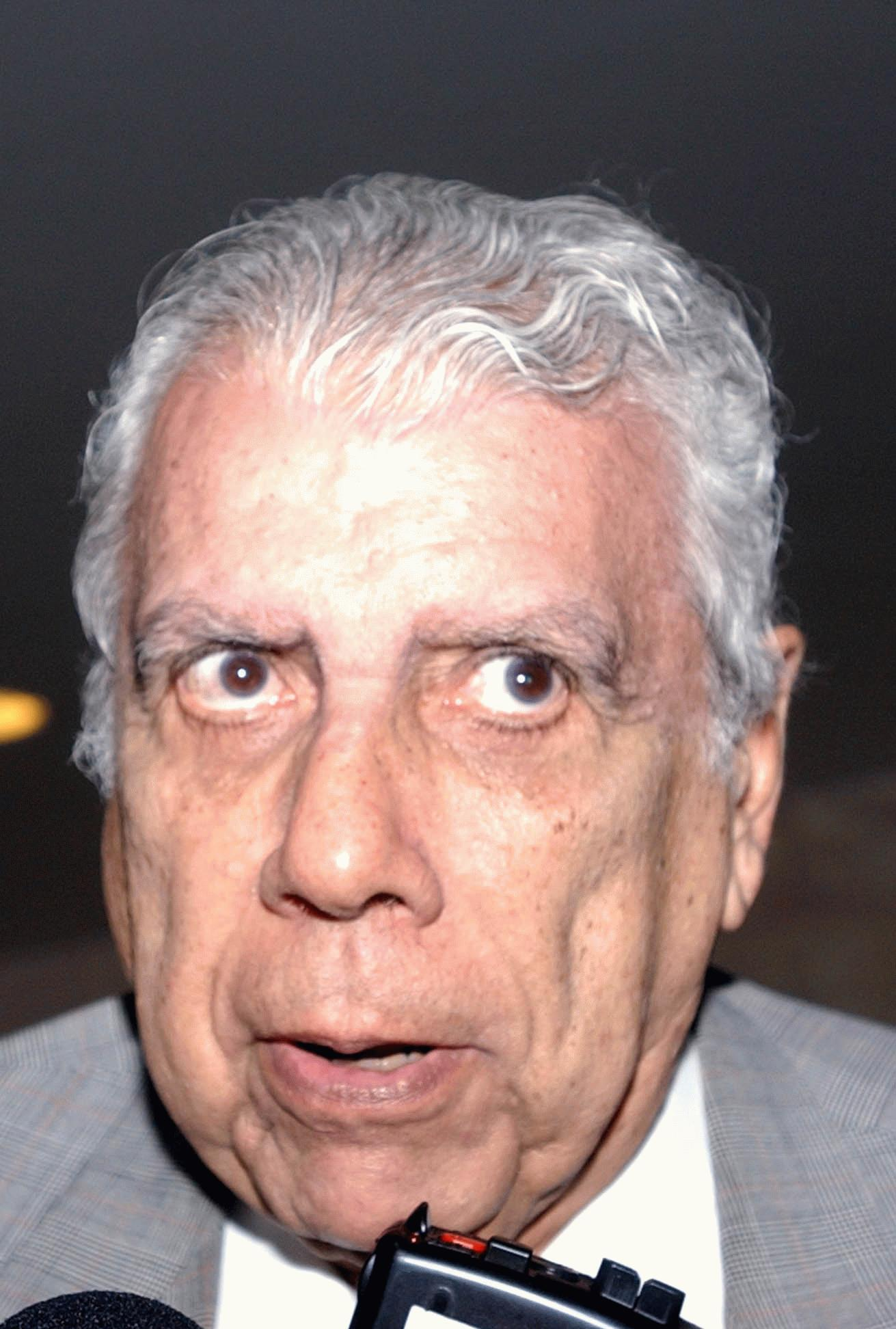
Antônio Ermírio de Moraes (2003)

Antônio Ermírio de Moraes (* 4. Juni 1928 in São Paulo; † 25. August 2014 ebenda) war ein brasilianischer Unternehmer und Industrieller. Der brasilianische Rennfahrer Mario Moraes ist ein Enkel von ihm.

## Leben
De Moraes studierte Metallurgie an der Colorado School of Mines in den USA, wo er 1949 den Ingenieurstitel erwarb.
Er war Präsident und Mitglied des Verwaltungsrates der Grupo Votorantim, die von seinem Großvater, dem portugiesischen Einwanderer Antônio Pereira Inácio, gegründet und von seinem Vater José Ermírio de Morais (1900–1973) weitergeführt und vergrößert wurde.
Zur Grupo Votorantim gehören Unternehmen, die Zement, Zellulose, Papier, Aluminium, Zink, Nickel, Stahlträger, Filme aus Polypropylen, Produkte der Spezialchemie und Orangensaft herstellen. Teil des Konglomerats ist auch eine Bank, über die de Moraes aber scherzte, dass sie einzig dazu gegründet worden sei, „nicht die Zinsen zahlen zu müssen, die der Finanzmarkt verlangt und die Zentralbank festlegt“. Die Banco Votorantim (BV) und ihre Tochter BV Financeira belegen derzeit den dritten Rang im Finanzierungs-Ranking und agieren auf einem Markt mit Bank- und Finanzdienstleistern, die von ausländischen Investoren begründet wurden oder schon längere Zeit im Markt sind. Die BV erhielt zuletzt dreimal in Folge den Preis der Revista Exame als beste Finanzierungsgesellschaft des Landes.

Sein Vermögen belief sich laut Forbes (2014) auf 12,7 Mrd. US-$.
De Moraes hatte seine Unternehmensgruppe multinationalisiert. Sie erwarb unter seiner Leitung unter anderem ein Aluminium-Werk in Kanada. Die zugehörige Companhia Brasileira de Alumínio (CBA) war das Hauptfeld der Unternehmertätigkeit Ermírios, der hier die Geschäfte persönlich leitete.
Der jüngste Zweig der Unternehmensgruppe ist der in den späten 2000er Jahren gegründete Votorantim Ventures, ein Investmentfonds mit 300 Mio. Dollar Kapital, der eine Strategie breit gefächerter Investitionen in Zukunftstechnologien und potentielle Wachstumsbranchen wie Biotechnologie, Bioinformatik, Daten- und Callcenter, E-Commerce und Biodiversität verfolgt.
Neben seiner Unternehmertätigkeit war Ermírio bei verschiedenen Nichtregierungsorganisationen aktiv, darunter die Sociedade Beneficência Portuguesa de São Paulo, die ein Krankenhaus in São Paulo unterhält, die Associação Cruz Verde de São Paulo („Grünes Kreuz“, für Hilfe bei infantiler Zerebralparese) und die Fundação Antônio Prudente. Er unterstützte Demokratisierungskampagnen und Initiativen für die Verbesserung des brasilianischen Gesundheitswesens. 1986 war er Kandidat für das Amt des Gouverneurs des Bundesstaates São Paulo, wurde aber nicht gewählt.
Er veröffentlichte regelmäßig Artikel in brasilianischen Zeitungen und Zeitschriften und war Mitglied der Academia Paulista de Letras. Er hat vier Bücher, meist zu Wirtschafts- und Sozialthemen, veröffentlicht. Antônio Ermírio de Moraes starb am 25. August 2014 in seiner Geburtsstadt São Paulo im Alter von 86 Jahren an Herzversagen.